# Relacions entre Ruanda i Tanzània
Les relacions entre Ruanda i Tanzània es refereix a les relacions bilaterals històriques i actuals entre Ruanda i Tanzània.

## Història
Tant Ruanda com Tanzània tenen missions diplomàtiques en els seus països respectius.

## Polèmica pel FDLR
El 26 de maig de 2013 Kikwete va dir en una trobada de la Unió Africana que si el president Joseph Kabila de la República Democràtica del Congo (RDC) podria negociar amb el Moviment 23 de març (M23), el president Yoweri Museveni d'Uganda i el president Paul Kagame de Ruanda havien de ser capaços de negociar amb la Forces Democràtiques Aliades-Exèrcit Nacional per a l'Alliberament d'Uganda i les Forces Democràtiques d'Alliberament de Ruanda (FDLR), respectivament. En resposta, Museveni va expressar la seva disposició a negociar.
Una persona anònima el 31 de maig va publicat en un bloc allotjat pel Ministeri d'Informació, Joventut, Cultura i Esports de Tanzània
| « | Ruanda té tendència a no permetre cap forma de crítica des de dins o fora. I el seu lideratge es presenta com a esnob i delirant. Podria ser que els aplaudiments dels països occidentals sobre la seva suposada història d'èxit finalment s'hagi pujat als caps dels líders de Ruanda de tal manera que pensen que ho saben tot. | » |

A principis de juny de 2013, el ministre d'Afers Exteriors i Cooperació Internacional de Tanzània, Bernard Membe va dir a l'Assemblea Nacional,
| « | Ruanda ha emès una declaració en contra del consell del president Kikwete, que aquest era el moment adequat per celebrar converses de pau amb els rebels del país, molts d'ells als boscos de la RDC i que han lluitat infructuosament contra el govern durant 17 anys. El president Kikwete no es disculparà perquè la seva declaració es basava en fets. ... Nosaltres i Ruanda som amics. No tenim res per negociar. Però han de saber que principalment hem de fer la pau amb els enemics i no amb els amics. Diem que el president, Kagame hauria d'admetre que ara és el moment i que això no és un nou fenomen perquè a totes les àrees on hi ha moviments d'alliberament hi ha hagut converses. El que estem dient és que el president Kagame i [el] govern de Ruanda ha de saber que és hora de prendre converses amb l'oposició. | » |

Una setmana més tard, Kagame va dir sobre la declaració de Kikwete,
| « | Jo [inicialment] vaig mantenir calma sobre això a causa del menyspreu que en tinc. Vaig pensar que era absolutament absurd. Potser va ser a causa de la ignorància, però si això és un problema ideològic per qualsevol que pugui estar pensant d'aquesta manera, llavors és millor quedar-se amb els que la tenen. | » |

L'impuls de Kikwete a les negociacions entre Ruanda i el FDLR s'ha interpretat com un suport per als autors del genocidi. L'organització coneguda com la "XIXa commemoració del genocidi contra els tutsis a Ruanda als Estats Units" va escriure una carta oberta el 27 de maig de 2013 al president Barack Obama demanant que Kikwete retiri els seus comentaris i es disculpi.